# Wisdom
A Wisdom zenekar a magyar power metal színtér egyik legismertebb csapata, amely 2001-ben alakult Budapesten. Minden daluk egy-egy idézeten alapul valamely híres gondolkodótól. A zenekar életét végigkíséri az öreg bölcs, Wiseman története, amelyet a borítók és a dalszövegek is bemutatnak.

## Biográfia

### Kezdeti idők

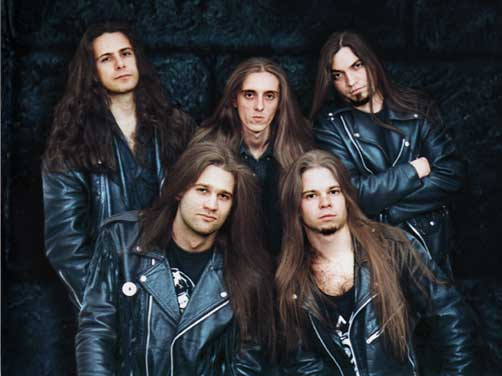
Wisdom – Kezdeti idők

Még a millennium tájékán, Molnár Máté basszusgitáros és Kovács Gábor gitáros kezdett el gondolkodni egy közös heavy/power metal zenekar alapításán. Az első találkozó 2001 októberében jött létre, Molnár Máté, Kovács Gábor és Nachladal István (Nahi) részvételével egy Moszkva téri szórakozóhelyen. Megállapodtak néhány feldolgozásban (Gamma Ray – Man On A Mission, Judas Priest – Night Crawler, Helloween – Eagle Fly Free), valamint felvázolták a születő együttes célját: a műfajban „nagyon újat ma már nem lehet alkotni, de nagyon jót igen”. Azóta is ez a zenekar ars poeticája.
Eleinte Molnár Máté másik zenekarának gitárosa, Lukács Olivér segítette ki a Wisdomot, viszont ekkorra már Kovács Gábor zenekara (Legendary) egyre kevésbé mutatott életjeleket, ezért hamarosan a Legendary másik gitárosát, Galambos Zsoltot is csatasorba lehetett állítani, így 1-2 év keresgélés eredményeképp összeállt a zenekar első felállása: Nachladal István (Nahi) énekes, aki akkoriban a Morpheus zenekar tagja volt, Hornyák Balázs dobos a Dinasty-ből, és Galambos Zsolt gitáros (Legendary).

### A Wisdom név
A zenekar nevének ötlete egy 1986-os filmből származik, amelynek Bölcsesség a címe, és amelyben Emilio Estevez játszotta a főszereplő, John Wisdom szerepét. Elsőre remek választásnak tűnt a Wisdom név, de hamar kiderült, hogy egy német old school együttes valamint egy rapzenekar is használta már ezt a nevet. Az old school együttes már feloszlott addigra, a rapzenekar pedig a stílusok különbözősége miatt nem okozott gondot, így el is dőlt a kérdés.

### Első koncertek

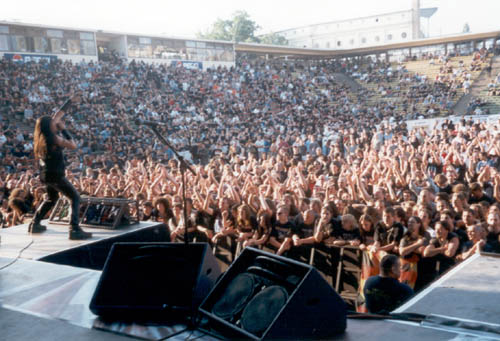
Wisdom az Iron Maiden előzenekaraként 2003-ban

Korán kialakult, hogy a zenekar elsődleges dalszerzője Kovács Gábor lesz, ugyanis az első próbák során már megmutatta a többieknek az első Wisdomnak írt dalát, amely ma Fate címen ismert. Ezt pedig nem sokkal a középtempós King Of Death követte.
Egy évvel a megalakulásuk után az ismertségük növelése érdekében egy házi körülmények között felvett háromszámos demó felvétellel próbálták megismertetni magukat híresebb magyar együttesekkel, míg végül a Kalapács zenekar úgy döntött, hogy elviszi őket az őszi turnéjára előzenekarnak. Szinte pontosan egy évvel a megalakulásuk után Miskolcon mutatkozott be a Wisdom. Ezen a fellépésen a saját dalok mellett két feldolgozást is játszottak, az Aces High-t az Iron Maidentől, illetve az I'm Alive-ot a Helloweentől.
„Talán csoda folytán, vagy netán az Istenek akaratának megtestesüléseképp”, a demófelvétel eljutott a megfelelő emberekhez, ennek eredményeképp a zenekar felléphetett 2003-ban az Iron Maiden Give Me Ed… 'Til I'm Dead turnéjának hazai állomásán a 15 000 ülőhelyes Kisstadionban. A kezdeti löketet mindenképpen ez a koncert jelentette, ráadásul a Wisdom jelenlegi énekese és dobosa is itt ismerte meg a zenekart.

### Wisdom EP, Wiseman születése és klipek
- FateRészlet a Wisdom EP első dalából

Nem tudod lejátszani a fájlt?
Az Iron Maiden koncert után további meghívások következtek, lehetőségük volt egyre több külföldi zenekar előtt játszani, ilyen volt többek közt a Saxon, UDO, Doro stb. Hamarosan mindenki ismerte már őket Magyarországon, vagy legalább hallott róluk. Az UDO – Doro turné másik vendége a svéd Dionysus volt, és a zenekar vezetőjének, Ronny Milianowicznak nagyon megtetszett a Wisdom. Közös projektet tervezett a Wisdom énekesével, valamint elvállalta az együttes külföldi menedzselését. Egyre erősebb lett nyomás, mely az első lemezt követelte a zenekaron, de ekkor még nem volt készen a teljes lemezanyag, csupán 7 dal. Fel is vették a meglévő számokat stúdióban, és az volt a terv, hogy ebből 4 dalt megjelentetnek itthon, a 7 dalos verziót pedig külföldi kiadóknak, koncertszervezőknek küldik el promóciós céllal.

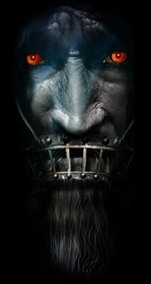
Wiseman

Molnár Máté basszusgitáros a kezdetektől fogva fel szeretett volna építeni egy világot a név köré, olyan példákat véve alapul, mint az Iron Maiden Eddie-jének, vagy a Megadeth Vic-jének története. A teljes képet végül a lemez borítójának készületei adták meg, amikor Havancsák Gyula (Hjules) grafikus kezei alatt megszületett Wiseman, az öreg bölcs, a zenekar kabbalafigurája. Nyomban egy történet is kerekedett hozzá, mely azóta is, minden lemezen folytatódik, és bemutatja Wiseman életének egy-egy állomását.
Még a kislemez megjelenése előtt elkészült egy videóklip a Strain Of Madness című dalra, melyet a híres magyar pezsgőgyáros családi kriptájában, a Törley-mauzóleumban forgattak, 2004 februárjában. A klip felkerült a CD-re egyéb extrákkal együtt.
2004 júliusában megjelent a Wisdom (EP) névre keresztelt 4 számos kislemez. A zenekar nevéhez hűen minden dalszöveg elé egy rövid bölcsességet, idézetet illesztett valamely híres tudóstól, gondolkodótól, művésztől, mely tömören összefoglalta a számok mondanivalóját. Ezt azóta is, minden lemezen így teszik.
A lemez nem hagyományos úton jelent meg, hanem a magyar Metal Hammer (ma HammerWorld) újságmellékleteként látott napvilágot. Ekkorra Hornyák Balázs és a zenekar útjai különváltak, Czébely Csaba érkezett a helyére. A lemezbemutató koncertre pedig a Europe zenekar színpadra lépése előtt került sor.
A kislemez itthoni elismertsége ellenére a külföldi áttörés még váratott magára. Milianowicznak sikerült felvenni a kapcsolatot kisebb német, vagy spanyol kiadókkal, de az előrelépéshez nagylemezre lett volna szükség. A magyarországi sikerek viszont 2005-ben egy teljes tavaszi turnét eredményezett az Ossian zenekarral.
A nagylemez elkészítése előtt a zenekar forgatott egy újabb klipet a teljesen akusztikus Unholy Ghost című dalra. A forgatásra a magyarországi Formula—1-es pálya, a Hungaroring melletti erdőben került sor.

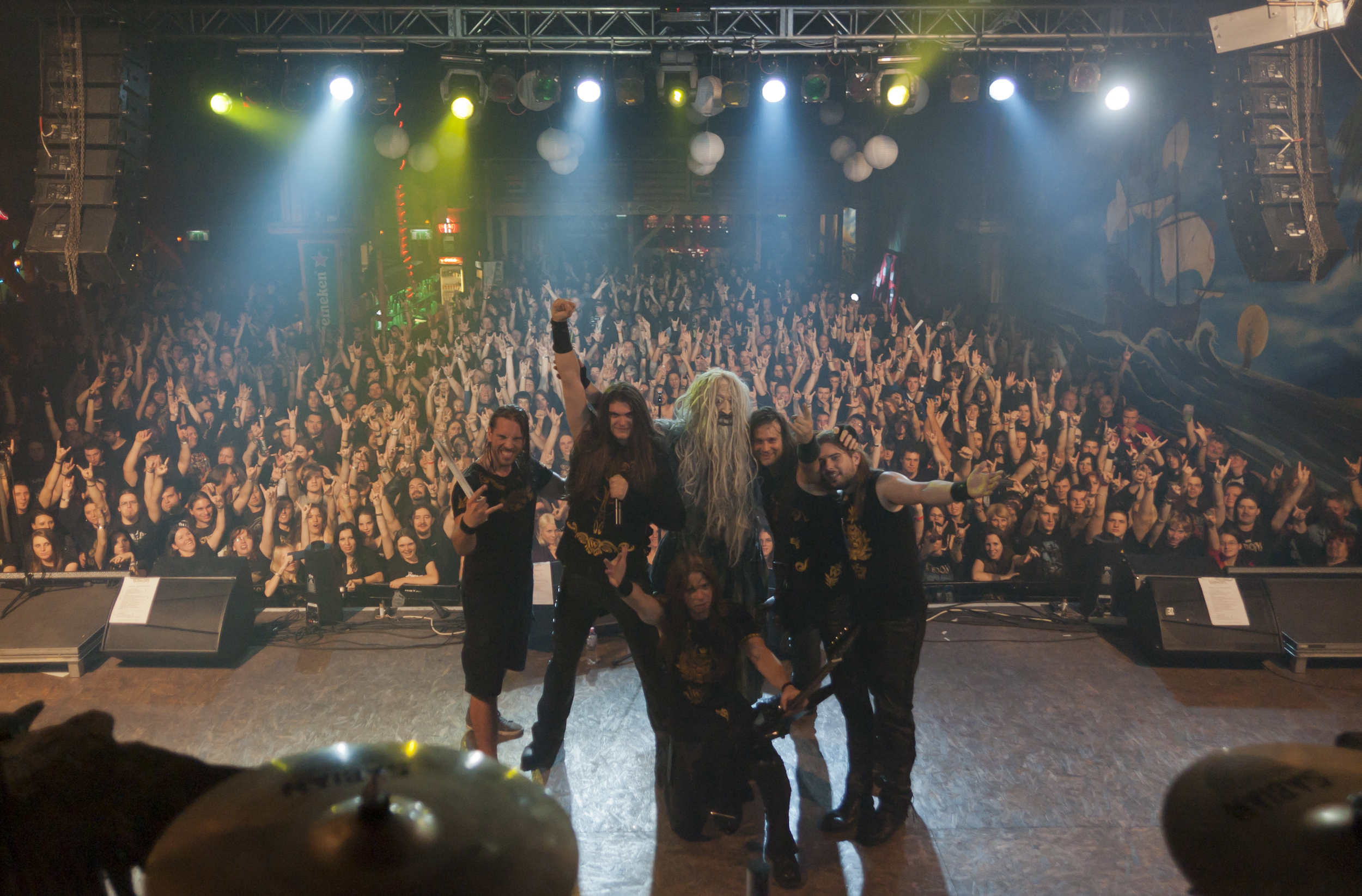
Keep Wiseman Alive 2013

### Keep Wiseman Alive
Az első önálló Wisdom koncertre 2005. november 19-én, egy fővárosi helyszínen került sor. Az eseményt Keep Wiseman Alive névre keresztelték, mely arra utalt, hogy minél többen jönnek el a koncertre, annál inkább életben tudják tartani Wiseman-t, és így a zenekart. Mivel a tagok helyi illetőségűek, így lehetőség volt nagyobb látvánnyal készülni; pirotechnikát használtak és díszleteket építettek. Az eredetileg egyszeri alkalomnak tervezett koncert az évek során a zenekar egyik legfontosabb eseménnyé vált, és csaknem minden évben megrendezésre került. 2006-ban maga Wiseman is színpadra lépett, pár perc erejéig megjelent az aktuális lemez címadó dalában. Utána azonban csak hét évvel később, 2013-ban a harmadik nagylemez bemutatóján szerepelt újra.

### Első nagylemez, Eurovízió, különválás
A 2006-os év folyamatos turnézással telt, de már elkezdődtek az első nagylemez munkálatai is. Czébely Csaba helyére közben Kern Péter került a dobok mögé, és a lemezt már ő dobolta föl. Az album maszterizálására a híres Finnvox stúdióban történt, majd 2006. novemberében megjelent a Words of Wisdom névre keresztelt első Wisdom nagylemez, a Hammer Records gondozásában. Nem sokkal később a japán Soundholic kiadó licencelte a lemezt. Ezzel a Wisdom lett az első magyar rockzenekar, melynek lemeze megjelent Ázsiában.
Az album olyan sikeres lett, hogy a zenekar jelölve lett a 2007-es Eurovíziós Dalfesztiválra utazó előadó 5 jelöltje közé. A díjátadó gála másnapján a Kiscelli Múzeum várta a Wisdomot, ugyanis itt forgatták le a nemzetközi ismertséget is hozó, Wisdom című videóklipjüket, mely egyben a zenekar Ars Poeticája is. A klipben ráadásul maga Wiseman is feltűnik.

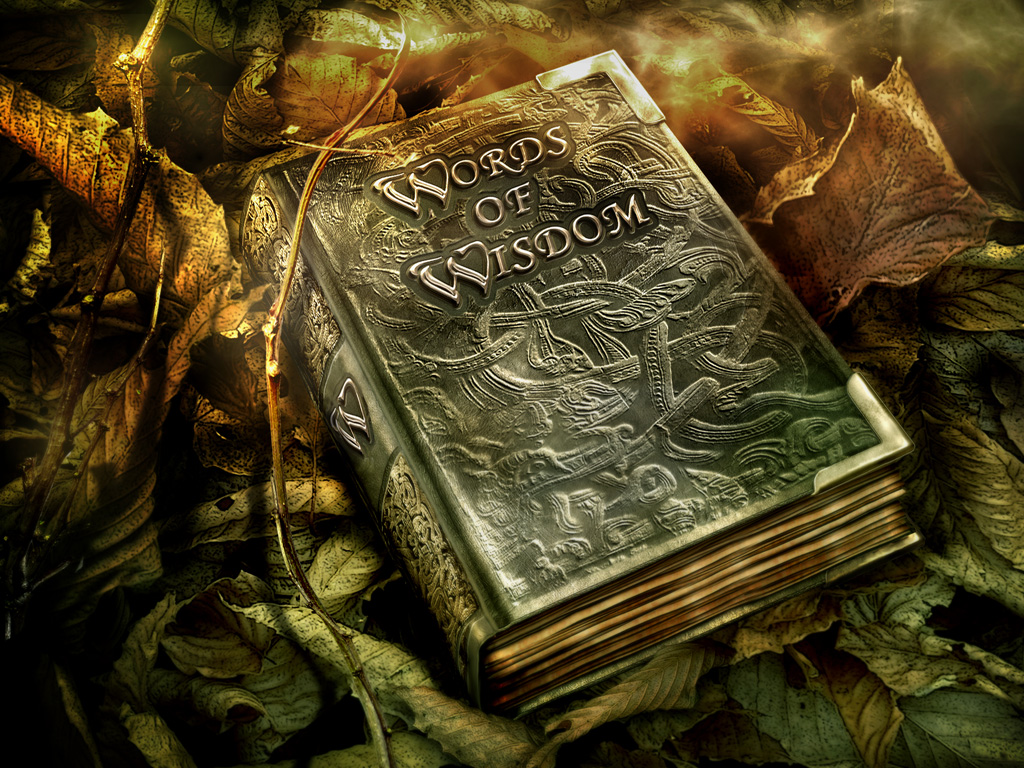
Words Of Wisdom – A legnagyobb bölcsességeket tartalmazó könyv

 2007 tavasza a lemezbemutató turnéról szólt, majd nyáron a Heaven and Hell (Black Sabbath) előtt kaptak fellépési lehetőséget, és gyakorlatilag az összes jelentősebb magyar fesztiválon felléptek (pl. Sziget). A növekvő ismertség, egyre nagyobb feszültségeket is eredményezett, így nyáron Nachladal István (Nahi) és a Wisdom útjai külön váltak. A lekötött koncerteket nem lehetett már lemondani, ezért Kiss Zoltán (Iron Maidnem, Age Of Nemezis, stb) segítette ki a zenekart. A Kiss Zoltánnal töltött idő emlékére 2007 decemberében megjelent egy kislemez At The Gates címen, de 2008-tól a zenekar gyakorlatilag nem hallatott magáról egészen az új énekes megérkezéséig.

### Visszatérés, Judas
A hallgatást csak egy Judas Priest előtti fellépés törte meg, amikor is már Ágota Balázs dobolt a zenekarban, mert Kern Péternek egészségi problémák miatt fel kellett hagynia a zenéléssel. Innentől két évig azonban látszólag teljesen inaktív volt a Wisdom. „Titokban” felvették és tökéletesítették az új lemez anyagát, csak az ének hiányzott már. 2010 tavaszán azonban megérkezett Nagy Gábor (NG), a Wisdom új frontembere.

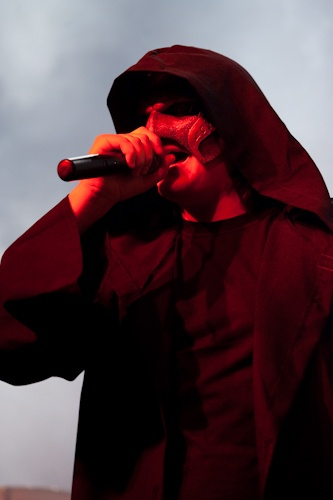
NG The Mask

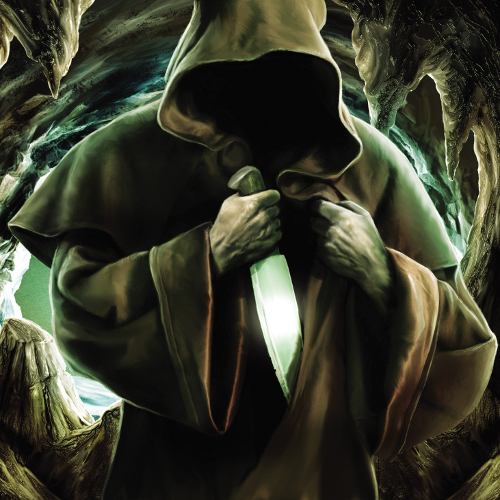
"Judas, a liar, a king for a day"

Vele készült már el az együttes 4. videóklipje, a Live Forevermore dalra, amely már az új album előfutára volt. A forgatás a tárnoki kőfejtben történt, a Hellboy 2 felvételeinek helyszínén.
A 2010-es őszi turnén NG egy maszk mögé bújva énekelte végig a műsort, ugyanis az új lemez megjelenéséig a zenekar nem szerette volna, hogy az új tag kilétével foglalkozzanak az emberek, hanem inkább a hangjára kerüljön a figyelem. Persze a találgatások így is elkerülhetetlenek voltak, ami viszont nagyon jót tett a zenekar hírnevének, újra bekerültek a magyar köztudatba.
2011 áprilisában Judas néven látott napvilágot az új Wisdom album. A címadó dal érdekessége, hogy Mats Levén (Therion, Yngwie Malmsteen, At Vance) hangját is hallhatjuk, aki magát Júdást testesíti meg vendégénekesként. A lemezmegjelenést sorozatos koncertmeghívások követték, majd hamarosan megjelent Japán egyik legnagyobb kiadója, a Spinning Records gondozásában, valamint a két amerikai földrészen, a CD InZane LLC gondozásában.
- JudasRészlet a Judas album címadó dalából

Nem tudod lejátszani a fájlt?
Ősszel elkészült egy újabb klip a lírai Heaven And Hell című dalra, melyet a régi magyar nemesi család, a Festeticsek dégi kastélyának parkjában forgattak, festői környezetben.
Ekkor ünnepelte a zenekar 10 éves fennállását az X. Wise Years névre keresztelt turnéval, amely 10 magyarországi nagyvárost érintett, és a záró állomása az V. Keep Wiseman Alive volt.

### Nemzetközi lehetőségek, első európai turné

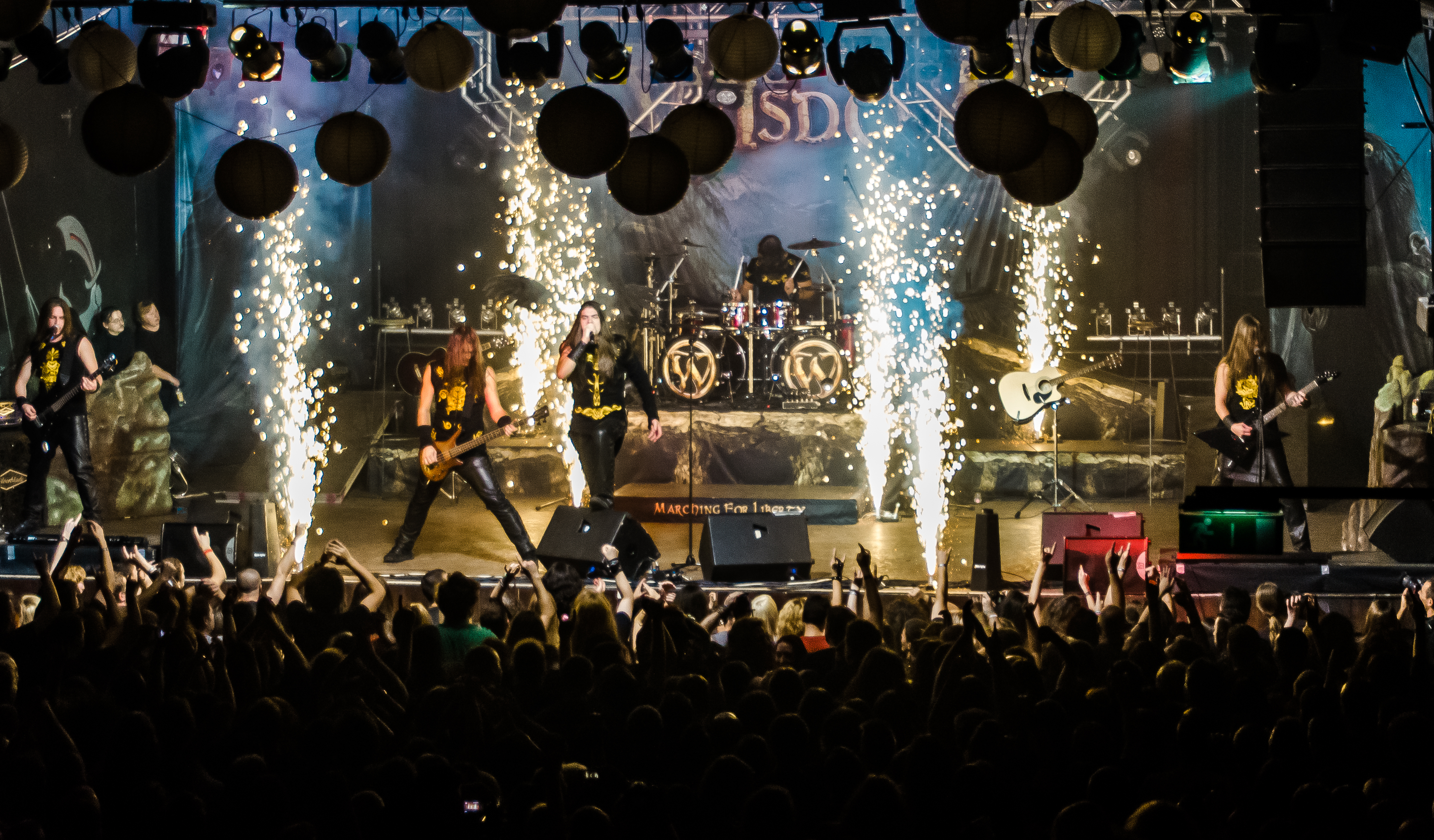
Wisdom koncert

A 2012-es év szerződések aláírásával indult, ugyanis felfigyelt a zenekarra a világ egyik legnagyobb koncertszervező irodája, a Rock The Nation, valamint a Noise Art Records kiadó. Ezzel nemzetközi lehetőségek nyíltak meg az együttes előtt. Zsolt viszont nem tudta vállalni az ezzel járó megnövekedett elkötelezettséget, az új gitáros pedig Bodor Máté lett, aki ekkor a londoni The Institute of Contemporary Music Performance végzős hallgatója volt.
Augusztusban világszerte is megjelent a Judas lemez, melynek promotálására a Sabaton zenekar szeptemberben induló Sweedish Empire nevezetű turnéja szolgált. 2 hónapon keresztül Nyugat Európa országaiban, majd 2 héten keresztül az Egyesült Királyságban melegíthették be a deszkákat, 2013 tavaszán pedig egy újabb hónap alatt koncertezték körbe Kelet Európát. A Swedish Emipre Tour alatt összesen 58 koncertet adtak 38 országban.

### Marching For Liberty
- Marching For LibertyRészlet a Marching For Liberty album címadó dalából

Nem tudod lejátszani a fájlt?
2013. szeptember 27-én megjelent a zenekar harmadik nagylemeze, Marching For Liberty címmel, nemzetközileg a Noise Art Records, Magyarországon pedig a Hammer Records gondozásában. Az album a Magyar Hangfelvétel-kiadók Szövetsége (Mahasz) eladási listájának első helyén nyitott. A címadó dalban Fabio Lione (Rhapsody, Vision Divine, Kamelot, Angra) hangja is hallható. A megjelenés után Nyugat-Európát járták be a Powerwolf zenekar Wolfsnächte turnéján. A hazai lemezbemutatón, a VII. Keep Wiseman Alive koncerten pedig a Powerwolf volt a Wisdom zenekar vendége.
A 2014-es év fesztiválfellépésekkel telt, sokszor már headline pozícióban vagy a nagyszínpadon. Az ősz folyamán 3 év után egy hazai turnét bonyolítottak le, az elsőt amióta leszerződtek a nemzetközi kiadóval. A turné előtt nem sokkal Ágota Balázs sportolói karrierje miatt bejelentette a távozását, ezért a turnén a zenekar egykori dobosa, Kern Péter segítette ki a csapatot. A VIII. Keep Wiseman Alive koncerten is ő dobolt.
A 2015-ös év több változást is hozott. Tóth Tamás került a dobok mögé, illetve nem sokkal a fesztiválszezon előtt Bodor Mátét elhívta a brit Alestorm. Máté helyére a finn Battle Beast egykor dalszerzője és gitárosa, Anton Kabanen került.

### Rise of the Wise
2016. február 26-án (Magyarországon február 29-én) megjelent a zenekar negyedik nagylemeze, ami a Rise of the Wise címet viseli. A lemez címadó dalán hallható Joakim Brodén, a Sabaton együttes énekesének hangja. 2016 februárjában a csapat Európában turnézott a Sabatonnal.

### Leállás
2018 április 1.-jén a zenekar közleményben jelenti be leállását. A hivatalos közlemény okokként a változásra való igényt, Nagy Gábor énekes betegségét,  valamint Molnár Máté és Anton Kabanen új zenekarának, a Beast In Blacknek a vártnál nagyobb sikerét jelöli meg.

## Diszkográfia
- Wisdom (EP, 2004)
- Words Of Wisdom (2006)
- At the Gates (kislemez, 2007)
- Judas (2011)
- Marching For Liberty (2013)
- Rise of the Wise (2016)

## Videóklipek
- Live Forevermore (2011)
- Heaven And Hell (2011)
- Wisdom (2007)
- Unholy Ghost (2005)
- Strain of Madness (2004)

## Zenekari tagok
Jelenlegi tagok
- Nagy Gábor – ének (2010–től)
- Kovács Gábor – gitár, vokál (2001–től)
- Anton Kabanen – gitár (2015–től)
- Molnár Máté – basszusgitár (2001–től)
- Tóth Tamás – dob (2015-től)

Korábbi tagok
- Galambos Zsolt – gitár (2001–2012)
- Nachladal István – ének (2001–2007)
- Kern Péter – dob (2006–2008)
- Czébely Csaba – dob (2004–2005)
- Hornyák Balázs – dob (2001–2003)
- Ágota Balázs – dob (2008-2014)
- Bodor Máté – gitár (2012-2015)

Idővonal

## Keep Wiseman Alive
| Koncert                 | Dátum       | Helyszín               | Látvány                                                           | Vendégzenekar                        | Különleges vendég            | Érdekességek | Flyer |
| ----------------------- | ----------- | ---------------------- | ----------------------------------------------------------------- | ------------------------------------ | ---------------------------- | --- | ----- |
| Keep Wiseman Alive I    | 2005.11.19. | Wigwam Rock Club       | Ókori jellegű vár díszlet Pirotechnika, műhó esés, égő cinek      | Halor (Hu)                           | Szűcs Attila Fábián Attila   | Wisdom pólóban érkezők Wisdomos öngyújtót kaptak, amit sörre válthattak Unholy Ghost előadása három akusztikus gitárral                                                    |       |
| Keep Wiseman Alive II   | 2006.11.18. | Wigwam Rock Club       | Középkori jellegű díszlet, vízköpők                               | Rómeó Vérzik (Sk)                    | Kiss Zoltán Schrott Péter    | Words Of Wisdom lemezbemutató koncert Wiseman életnagyságban megjelent a színpadon                                                                                         |       |
| Keep Wiseman Alive III  | 2007.12.23. | Wigwam Rock Club       | Erdőszerű díszlet Pirotechnika                                    | ---                                  | Horváth István (Pityesz)     | At The Gates kislemez bemutató koncert Az összes addigi Wisdom dobos fellépett az estén                                                                                    |       |
| Keep Wiseman Alive IV   | 2009.11.14. | Club202                | Várszerű díszlet                                                  | Tristana (Sk) Avatar (Hu)            | Peter Wilsen                 | Wiseman Is Alive-ként is ismert koncert jelezte, hogy a zenekar létezik még A múlt lezárásaként három órát játszottak, az első felét Nahival, a másik felét Kiss Zoltánnal |       |
| Keep Wiseman Alive V    | 2011.12.17. | Club202                | Barlangszerű díszlet Pirotechnika                                 | Chronology (Hu) iScream (Hu)         | Kiss Zoltán                  | Judas lemezbemutató koncert X Wise Years 10 éves jubileumi turné végső állomása A szponzor jóvoltából Wisdom pólót kapott az első 300 vendég                               |       |
| Keep Wiseman Alive VI   | 2012.12.08. | Club202                | Lámpahidakkal és speciális lámpákkal tűzdelt modernebb színpadkép | Twister (Hu)                         | ---                          | Bodor Máté első hazai fellépése a zenekarral A szponzor jóvoltából Wisdom sapkát kapott az első 300 vendég                                                                 |       |
| Keep Wiseman Alive VII  | 2013.11.15. | Barba Negra Music Club | Sziklás ösvény díszlet, hollók, üstök Pirotechnika, műhó esés     | Powerwolf (De) Tales Of Evening (Hu) | ---                          | Marching For Liberty lemezbemutató koncert A Vision Divine (I) egy héttel előtte mondta le a fellépését Wiseman 7 év után újra megjelent a színpadon                       |       |
| Keep Wiseman Alive VIII | 2014.11.08. | Barba Negra Music Club | Lépcsőzetes, kőhatású díszlet, zászlók Pirotechnika, LED vetítés  | The Poodles (Swe) Dragony (A)        | Fabio Lione Nachladal István | Wisdom Ep 10 éves jubileuma A zenekar korábbi tagja, Kern Péter dobolt a koncerten Wiseman könyvével a kezében jelent meg a színpadon                                      |       |